# Латышские падежи
В латышском языке имена существительные, прилагательные, числительные, а также местоимения изменяются по семи падежам: номинатив, генитив, датив, аккузатив, инструменталис, локатив и вокатив.

## Существительные
В латышском языке два грамматических рода, мужской и женский.
Существительные могут быть классифицированы как склоняемые или несклоняемые. Большинство существительных является склоняемым, обычно существительное принадлежит одному из шести типов склонения (три для существительных женского рода и три для существительных мужского рода).
В латышском языке семь падежей: номинатив, генитив, датив, аккузатив, инструменталис, локатив и вокатив. Инструменталис всегда идентичен аккузативу в единственном числе и дативу во множественном. Это используется как свободно стоящий падеж (то есть местоимение отсутствует) только в сильно ограниченных контекстах в современном латышском (см. ниже для препозитива, аблатив).

### Склонения для мужского рода
У трёх склонений для мужского рода есть идентифицирующие их характеристики:
- 1-е склонение: ном. ед. ч. окончание -s или -š, конечный гласный основы -a- (напр. vīrs «мужчина, муж»)
- 2-е склонение: ном. ед. ч. окончание-is (или -ns/-ss, см. ниже), конечный гласный основы -i- (напр. skapis «шкаф»)
- 3-е склонение: ном. ед. ч. окончание -us, конечный гласный основы -u- (напр. tirgus «базар, рынок»)

Полные парадигмы окончаний для трёх склонений даны в следующей таблице:
|                 | 1-е скл. | 1-е скл. | 2-е скл. | 2-е скл. | 3-е скл. | 3-е скл. |
| Ед.ч.           | Мн.ч.    | Ед.ч.    | Мн.ч.    | Ед.ч.    | Мн.ч.    |          |
| --------------- | -------- | -------- | -------- | -------- | -------- | -------- |
| Номинатив.      | vīrs     | vīri     | skapis   | skapji   | tirgus   | tirgi    |
| Генитив.        | vīra     | vīru     | skapja   | skapju   | tirgus   | tirgu    |
| Датив.          | vīram    | vīriem   | skapim   | skapjiem | tirgum   | tirgiem  |
| Аккузатив.      | vīru     | vīras    | skapi    | skapjus  | tirgu    | tirgus   |
| Инструменталис. | vīru     | vīriem   | skapi    | skapjiem | tirgu    | tirgiem  |
| Локатив.        | vīrā     | vīros    | skapī    | skapjos  | tirgū    | tirgos   |
| Вокатив.        | vīr      | vīri     | skapi    | skapji   | tirgu    | tirgi    |

Второе склонение демонстрирует палатализацию конечного согласного звука в генитиве единственного числа и полностью во множественном числе (p → po в примере выше, см. ниже для уточнения всех деталей). Исключения составляют сложные существительные и имена собственные, заканчивающиеся на -dis или -tis (например Atis, ген. Ata)
У небольшого подкласса существительных 2-го склонения - идентичные формы в номинативе и генитиве ед. ч. (большинство из них оканчиваются на -ens). Это часть существительных с так называемой «согласной» основой: напр. akmens «камень», asmens «лезвие», mēness «луна», rudens «осень», sāls «соль», ūdens «вода» и zibens «молния». У слова второго склонения suns «собака» обычная форма генитива ед. ч. suņa.

### Склонения женского рода
Три склонения для существительных женского рода имеют следующие особенности:
- 4-е скл.: ном. ед. ч. окончание -a, конечный гласный основы -a- (напр. sieva «женщина, жена»)
- 5-е скл.: ном. ед. ч. окончание -e, конечный гласный основы -e- (напр. upe «река»)
- 6-е скл.: ном. ед. ч. окончание -s, конечный гласный основы -i- (напр. nakts «ночь»)

полная парадигма окончаний для трёх склонений представлена ниже:
|                 | 4-е скл. | 4-е скл. | 5-е скл. | 5-е скл. | 6-е скл. | 6-е скл. |
| Ед.ч.           | Мн.ч.    | Ед.ч.    | Мн.ч.    | Ед.ч.    | Мн.ч.    |          |
| --------------- | -------- | -------- | -------- | -------- | -------- | -------- |
| Номинатив.      | sieva    | sievas   | upe      | upes     | nakts    | naktis   |
| Генитив.        | sievas   | sievu    | upes     | upju     | nakts    | nakšu    |
| Датив.          | sievai   | sievām   | upei     | upēm     | naktij   | naktīm   |
| Аккузатив.      | sievu    | sievas   | upi      | upes     | nakti    | naktis   |
| Инструменталис. | sievu    | sievām   | upi      | upēm     | nakti    | naktīm   |
| Локатив.        | sievā    | sievās   | upē      | upēs     | naktī    | naktīs   |
| Вокатив.        | siev     | sievas   | upe      | upes     | nakts    | naktis   |

Конечный гласный основы палатализуется в генитиве мн. ч. в пятом и шестом склонении существительных (в примерах выше: p → pj и t → š, но см. след. для детализации). Исключения составляют заимствования, напр. epizode (генитив. мн.ч. epizodu) в пятом склонении и в небольшом количестве слов шестого склонения: acis «глаз», auss «ухо», balss «голос», zoss «гусь», debess «небо», valsts «государство» .
4-е и 5-е склонения включают некоторые слова мужского рода (напр. puika «мальчик» или собственные имена, как: Dilba, Zvaigzne), или слова неопределённого рода, их род зависит от контекста (напр. paziṇa «знакомый», bende «палач») . В таком случае существительные мужского рода принимают окончания, представленные в таблице выше, исключение составляет датив ед. ч.:
- 4-е скл.: -am (напр. датив ед. ч. puikam «мальчику»)
- 5-е скл.: -em (напр. датив ед.ч. bendem «палачу-мужчине», ср.: bendei «палачу-женщине»)

Существительное шестого склонения ḷaudis «люди» мужского рода. У него нет форм единственного числа, только обычные формы множественного.

### Чередование согласных (йотация конца основы и палатализация)
Некоторые окончания склонений приведены в таблицах выше, начиная с лежащей в основе палатальной аппроксимации — /j/. Это действует во 2-м склонении генитиве ед. ч. (оконч. -ja), во всех формах 2-го склонения мн. ч. и в генитиве мн. ч. в 5-м и 6-м склонении (оконч. -ju).
В латышской литературе этот процесс принято рассматривать как līdzskaņu mija, то есть, чередование согласных. Jotēšana (ср. German Jotisierung), то есть йотация может в дальнейшем обозначаться как подкатегория. В Английской академии термин «йотация» часто используется для отсылки к свойствам гласных восточнославянских языков, где они приобрели основу /j/, которая палатализует предшествующий согласный независимо от его позиции в слове, что схоже с феноменом ассимиляционной палатализации согласных в литовском языке. Хоть в латышском нет ассимиляционной палатализации согласных и термин «йотация» используется строго в смысле губных согласных, находящихся в конце основы, которые «прикреплены с йотой» (то есть буква ⟨J⟩) во 2-м, 5-м и 6-м склонении существительных.
| изменение | номинатив ед. ч. (не йотирован) | генитив мн.ч. (йотирован) | перевод   |
| --------- | ------------------------------- | ------------------------- | --------- |
| p → pj    | upe                             | upju                      | «река»    |
| b → bj    | gulbis                          | gulbju                    | «лебедь»  |
| m → mj    | zeme                            | zemju                     | «земля»   |
| v → vj    | dzērve                          | dzērvju                   | «журавль» |
| f → fj    | žirafe                          | žirafju                   | «жираф»   |

Кроме губных согласных, (/p, b, m, v, f/) которые йотированы, переднеязычные согласные (/n, t, d, s, z, l/, см. ниже /r/) и аффрикаты (/ts, dz/) и их группа может подвергаться палатализации. Так, например, простой латышский ⟨L⟩ (схоже со стандартным звучанием /l/ в американском английском или если на него не действует гласный звук переднего ряда — бразильский португальский, палатализуется до ⟨Ļ⟩ АЛА — /ʎ/.
| Изменение | номинатив ед.ч. (не палатализован) | генитив мн.ч. (палатализован) | перевод        |
| --------- | ---------------------------------- | ----------------------------- | -------------- |
| c → č     | lācis                              | lāču                          | «медведь»      |
| d → ž     | briedis                            | briežu                        | «олень»        |
| l → ļ     | brālis                             | brāļu                         | «брат»         |
| n → ņ     | dvīnis                             | dvīņu                         | «близнец»      |
| s → š     | lasis                              | lašu                          | «лосось»       |
| t → š     | nakts                              | nakšu                         | «ночь»         |
| z → ž     | vāze                               | vāžu                          | «ваза»         |
| sn → šņ   | krāsns                             | krāšņu                        | «печь»         |
| zn → žņ   | zvaigzne                           | zvaigžņu                      | «звезда»       |
| sl → šļ   | kāpslis                            | kāpšļu                        | «стремя»       |
| zl → žļ   | zizlis                             | zižļu                         | «жезл»         |
| ln → ļņ   | vilnis                             | viļņu                         | «волна»        |
| ll → ļļ   | lelle                              | leļļu                         | «кукла»        |
| nn → ņņ   | pinne                              | piņņu                         | «угорь» (мед.) |
| st → š    | rīkste                             | rīkšu                         | «розга»        |

#### История и исключения
После советской реоккупации Латвии в 1944 году были произведены незначительные реформы в латышской орфографии, именно использование долгой ⟨ō⟩, ⟨ch⟩ digraph и использование «смягчённой» ⟨ŗ⟩ были отменены. Использование ⟨ō⟩, ⟨ch⟩ и ⟨ŗ⟩ часто принято отсылать на «орфографию Эндзелинса.» Отмена диакритической ⟨ŗ⟩ делает звук дрожащим (/r/) — единственный переднеязычный согласный, который не подвергся чередованию согласных в конце основы.
Например, генитив мн. ч. слова cepure «шляпа» — это cepuru (но может быть произнесено cepuŗu). Такая форма до сих пор используется среди людей латышского происхождения и книгах за пределами Латвии. Сторонники ⟨ŗ⟩ указывают, что это помогает в различии больших числительных омографической гетерофонии и помогает отличать так называемую «широкого ⟨e⟩» (/æ/)
| Номинатив | Старая орфография | Новая орфография | /e/ или [[Near-open front unrounded vowel\|/æ/]] (IPA) | фонология (замечание: /~/ — stieptā intonācija, /^/ — lauztā intonācija) | Перевод                          |
| --------- | ----------------- | ---------------- | ------------------------------------------------------ | ------------------------------------------------------------------------ | -------------------------------- |
| mēris     | mēŗa              | mēra             | /meːra/                                                | mẽra                                                                     | генитив ед.ч. чума               |
| mērs      | mēra              | mēra             | /meːra/                                                | mẽra                                                                     | генитив ед.ч.старший             |
| mērs      | mēra              | mēra             | /mæːra/                                                | mẽra                                                                     | генитив ед.ч. мера               |
| mērīt     | mēra              | mēra             | /mæːra/                                                | mẽra                                                                     | Он измеряет                      |
| bērt      | bēru              | bēru             | /beːru/                                                | bêru                                                                     | Я насыпал (песок, зерно и т. д.) |
| bēres     | bēŗu              | bēru             | /bæːru/                                                | bêru                                                                     | генитив мн.ч. похороны           |
| bēris     | bēŗu              | bēru             | /beːru/                                                | bẽru                                                                     | генитив мн.ч. гнедая лошадь      |

Использование ⟨ŗ⟩ помогает различить генитив ед. ч. слова «чума» mēŗa от генитива ед. ч. слова «мера» mēra. Однако нет чёткого правила относительно использования «широкого ⟨e⟩»: например, mēŗa может быть произнесено с /eː/, как и bēŗu может быть произнесено /æː/. В дальнейшем, кроме 5-го склонения, plurale tantum существительного bēres («похороны»), есть другое слово, которое будет иметь в конце основы сдвиг согласных — 2-е склонение bēris («гнедая лошадь») — оба будут во множественном числе генитива bēŗu, если будет использовано ⟨ŗ⟩.
Так, использование ⟨ŗ⟩ может помочь различить некоторые омографы, нет необходимости в достоверной сводке, чтобы предсказать, будет ли у слова будет «узкий» или «широкий ⟨e⟩.»
Существуют некоторые предположения, что упразднение орфографии Endzelīns в 1946 и 1957 было мотивированно следующим фактом: после оккупации советские власти содействовали латышам, рождённым в России, должностями в новой администрации, которые, в свою очередь, не были знакомы с усовершенствованиями, которые имели место во время десятилетий независимости.
Также можно предположить, что мотивацией могло быть дальнейшее упрощение сдвига согласных. Так, например, в 1971 году в книге Алдониса Вериньша Puķkopība («Садоводство») множественное число генитива narcise («нарцисс») произносится как narcisu вместо narcišu.
Справочник 2000 года латышской орфографии показывает следующие слова-исключения из сдвига согласных как причину благозвучия.
| номинатив ед.ч./номинатив мн.ч. | генитив ед.ч./генитив мн.ч. | перевод               |
| ------------------------------- | --------------------------- | --------------------- |
| Guntis                          | Gunta                       | Guntis (имя)          |
| Atis                            | Ata                         | Atis (имя)            |
| viesis                          | viesu                       | гость                 |
| gaišmatis                       | gaišmatu                    | светловолосый человек |
| tālskatis                       | tālskatu                    | телескоп              |
| pase                            | pasu                        | паспорт               |
| gāze                            | gāzu                        | газ                   |
| mute                            | mutu                        | рот                   |
| kaste                           | kastu                       | коробка               |
| torte                           | tortu                       | торт                  |
| azote                           | azotu                       | пазуха                |
| acs                             | acu                         | глаз                  |
| auss                            | ausu                        | ухо                   |
| balss                           | balsu                       | голос                 |
| dzelzs                          | dzelzu                      | железо                |
| valsts                          | valstu                      | страна, штат          |
| zoss                            | zosu                        | гусь                  |
| debesis                         | debesu                      | небо                  |

Список далеко не исчерпывающий. Двусложные мужские имена 2-е склонения никогда не подвергаются сдвигу согласных (Uldis, Artis, Gatis, и так далее.) Кроме частей тела (acs, auss), есть список других слов, которые исторически никогда не подвергались сдвигу согласных, например название города Cēsis. Слова с основой, оканчивающейся на -st, не принадлежат сдвигу согласных, включая все женские формы с концом основы -ist (напр., feministe и так далее.) Далее, в списке слов со сдвигом согласных принято опускать омофоны, так генитив мн. ч. «passport» паспорт может быть омофоном «самостоятельно» pašu, то же самое для слова gāze «газ», которое может быть омофоном для 1-го лица ед. ч. в изъявительном наклонении gāzt «падать». Возможно, только небольшой список может быть отнесён к благозвучию: например, в генитиве ед. ч. gaišmaša присутствуют два звука ʃ, в трёхсложном слове, которое некоторые могут найти «неприятно звучащим».

#### Дорсальные согласные
Как было уже сказано, конечные губные согласные основы слова подверглись йотации, поскольку не палатализованные переднеязычные согласные и аффрикаты в конце основы подверглись палатализации в каждом конкретном случае, и латышский не проявляет ассимиляционной палатализации, в отличие от литовского. Однако последняя большая группа согласных, дорсальные согласные — исключение из этих двух правил. В латышском языке три непалатализованные дорсальные согласные: /k/, звонкий /ɡ/ и /x/, последний встречается только в заимствованиях, представлены соответственно буквами ⟨K⟩, ⟨G⟩ и ⟨H⟩, а также их палатализованные версии изначально встречаются [[Международный фонетический алфавит|/c/]] и [[Международный фонетический алфавит|/ɟ/]] представлены буквами ⟨Ķ⟩ и ⟨Ģ⟩ соответственно.
Схоже на «hard and soft C» и «hard and soft G», которые различаются во многих (по большей части западных) европейских языках, латышский стремится к палатализации /k/ и /g/, где они расположены после гласных переднего ряда (/e/ или /i/), в:
- /ts/ или /dz/ (для исконных слов) или
- /c/ или /ɟ/ (исторически для ассимилированных иностранных слов)

В отличие от западноевропейских языков, где читатель, как ожидается, предсказывает «мягкость» or «твердость» ⟨c⟩ или ⟨g⟩, это основано на том, будут ли они стоять после гласного переднего ряда, и орфография не будет меняться (напр. cocoa /ˈkəʊ.kəʊ/ и Cecilia /seˈsilja/ оба слова написаны через ⟨c⟩), высшая фонетическая орфография латышского требует отражать подобные изменения на письме.
Как и с ассимиляционной палатализацией /k/ и /ɡ/ перед гласным звуком переднего ряда (/e/ или /i/) приобретает палатализованную ценность независимо от их позиции в слове, кроме того, /c/ исторически использовался, чтобы ассимилировать [[Глухой велярный спирант|/x/]] (есть в русском языке) и [[Глухой палатальный спирант|/ç/]] (есть в немецком языке) перед гласным переднего ряда. Например:
- Ķīna /ˈciːna/ из немецкого — China /ˈçiːnaː/
- (ne)ķītrs «(не)подходящий» из русского — хитр /xitr/[4]

Когда /k/ или /g/ стоят перед иностранным гласным звуком переднего ряда, который никак не представлен в латышском языке и когда он изменился на гласный переднего ряда, палатализация произойдёт также. Это случаи с немецкой ⟨ü⟩ (/ʏ/), например:
- ķēķis /ˈceːcis/ из нижненемецкого — Kȫke /ˈkøːke/ «кухня»;[4]
- ķirbis /ˈcirbis/ из немецкого — Kürbis /ˈkʏʁbɪs/ «тыква»[4]

Следовательно, как и в случае ķēķis, например, в конце основы сдвиг согласных может иметь место, ср.: milzis — milža, но ķēķis — ķēķa, с тех пор как /k/ уже палатализован.
Что видим из заимствования ģimene «семья» из литовского языка, /c/ и /ɟ/ чрезмерно представлены в заимствованной лексике. В сравнении литовского gimti (исходный вариант в литовском giminė и конечный латышский ģimene) и латышского dzimt («родиться») может наблюдаться инверсия дорсального согласного с аффрикатой (/k/ → /ts/, /ɡ/ → /dz/) перед гласным переднего ряда — более «родной» способ: перед гласным переднего ряда смена согласного на дорсальный может наблюдаться в исконных словах Rīga → rīdzinieks, logs («окно») → palodze («подоконник») or koks («дерево») → kociņš («палка»)

## Несклоняемые существительные
Некоторые существительные не принадлежат ни одному из склонений выше. Большинство из несклоняемых существительных — неосвоенные заимствования или иностранные имена, которые оканчиваются на гласный. Некоторые примеры: taksi «такси», ateljē «ателье», Deli «Дели».

## Прилагательные
Прилагательные в латышском языке согласуются в роде, числе и падеже с существительным. Кроме того, они выражают категорию определённости. В латышском нет определённого и неопределённого артикля, но выбранная форма прилагательного может определить правильную трактовку именной группы. Например, в следующих предложениях:
Viņa nopirka [vecu māju]. «Она купила [старый дом]. (вообще)»
Viņa nopirka [veco māju]. «Она купила [старый дом]. (определённый)»
В обоих предложениях прилагательное стоит в форма женского рода единственного числа в аккузативе, так как согласуется с существительным māju «дом». Но первое предложение содержит неопределённую форму прилагательного, когда второе — определённую.

### Склонение неопределённых прилагательных
Неопределённые прилагательные мужского рода склоняются как существительные первого склонения, неопределённые прилагательные женского рода склоняются как существительные четвёртого склонения.
|           | мужской род | мужской род |       | женский род | женский род |
| ед.ч.     | мн.ч.       |             | ед.ч. | мн.ч.       |             |
| номинатив | -s          | -i          |       | -a          | -as         |
| генитив   | -a          | -u          |       | -as         | -u          |
| датив     | -am         | -iem        |       | -ai         | -ām         |
| аккузатив | -u          | -us         |       | -u          | -as         |
| локатив   | -ā          | -os         |       | -ā          | -ās         |

### Склонение определённых прилагательных
В истории латышского фразы с определённым существительным создавались с помощью форм местоимения*jis; следы этих форм до сих пор могут быть видны в некоторых парадигмах определённых прилагательных. Только определённые прилагательные имеют форму вокатива. Форма номинатива также может быть использована как форма вокатива. Однако если изменённое существительное есть в форме вокатива, отличной от формы номинатива, (это может случиться только у существительных единственного числа, что видно в таблицах выше), тогда форма вокатива прилагательного необязательно может быть идентичной форме в аккузативе в -o.
|           | мужской род | мужской род |       | женский род | женский род |
| ед.ч.     | мн.ч.       |             | ед.ч. | мн.ч.       |             |
| номинатив | -ais        | -ie         |       | -ā          | -ās         |
| генитив   | -ā          | -o          |       | -ās         | -o          |
| датив     | -ajam       | -ajiem      |       | -ajai       | -ajām       |
| аккузатив | -o          | -os         |       | -o          | -ās         |
| локатив   | -ajā        | -ajos       |       | -ajā        | -ajās       |
| вокатив   | -ais / -o   | -ie         |       | -ā / -o     | -ās         |

### Примеры
Склонение прилагательного zils/zila «синий» приведено ниже.
|           | мужской род | мужской род |       | женский род | женский род |
| ед.ч.     | мн.ч.       |             | ед.ч. | мн.ч.       |             |
| номинатив | zils        | zili        |       | zila        | zilas       |
| генетив   | zila        | zilu        |       | zilas       | zilu        |
| датив     | zilam       | ziliem      |       | zilai       | zilām       |
| аккузатив | zilu        | zilus       |       | zilu        | zilas       |
| локатив   | zilā        | zilos       |       | zilā        | zilās       |

|           | мужской род   | мужской род |       | женский род | женский род |
| ед.ч.     | мн.ч.         |             | ед.ч. | мн.ч.       |             |
| номинатив | zilais        | zilie       |       | zilā        | zilās       |
| генетив   | zilā          | zilo        |       | zilās       | zilo        |
| датив     | zilajam       | zilajiem    |       | zilajai     | zilajām     |
| аккузатив | zilo          | zilos       |       | zilo        | zilās       |
| локатив   | zilajā        | zilajos     |       | zilajā      | zilajās     |
| вокатив   | zilais / zilo | zilie       |       | zilā / zilo | zilās       |

Прилагательные, содержащие суффикс -ēj-, редуцировали окончание в дативе и локативе. Например, vidējs, -a «центральный» (неопределённое) имеет следующую парадигму окончаний:
|           | мужской род   | мужской род   |               | женский род   | женский род   |
| ед.ч.     | мн.ч.         |               | ед.ч.         | мн.ч.         |               |
| номинатив | vidējais      | vidējie       |               | vidējā        | vidējās       |
| генетив   | vidējā        | vidējo        |               | vidējās       | vidējo        |
| датив     | vidējam       | vidējiem      |               | vidējai       | vidējām       |
| аккузатив | vidējo        | vidējos       |               | vidējo        | vidējās       |
| локатив   | vidējā        | vidējos       |               | vidējā        | vidējās       |
| вокатив   | (= номинатив) | (= номинатив) | (= номинатив) | (= номинатив) | (= номинатив) |

## Местоимения

### Личные местоимения
У личного местоимения третьего лица в латышском языке есть регулярное склонение, и местоимение «они» может изменяться по родам. Местоимения первого и второго лица, как и возвратное местоимение, не изменяются по родам, и склоняются неправильно.
|           | ед.ч.    | ед.ч.         | ед.ч.         | ед.ч.    | мн.ч.    | мн.ч.         | мн.ч.         | мн.ч. | возвратное |
| 1-е лицо  | 2-е лицо | 3-е лицо м.р. | 3-е лицо ж.р. | 1-е лицо | 2-е лицо | 3-е лицо м.р. | 3-е лицо ж.р. |       |            |
|           | Я        | ты            | он            | она      | мы       | Вы            | они           | они   | себя       |
| номинатив | es       | tu            | viņš          | viņa     | mēs      | jūs           | viņi          | viņas | -          |
| генитив   | mans     | tavs          | viņa          | viņas    | mūsu     | jūsu          | viņu          | viņu  | sevis      |
| датив     | man*     | tev*          | viņam         | viņai    | mums     | jums          | viņiem        | viņām | sev*       |
| аккузатив | mani     | tevi          | viņu          | viņu     | mūs      | jūs           | viņus         | viņas | sevi       |
| локатив   | manī     | tevī          | viņā          | viņā     | mūsos    | jūsos         | viņos         | viņās | sevī       |

* После предлог используется датив (например līdz «пока не»), формы датива manim, tevim и sevim возможны. Эти формы могут вытеснить формы генитива и аккузатива местоимений с другими предлогами также.

### Притяжательные местоимения
```
Пять притяжательных местоимений
, которые изменяют окончания в зависимости от склонения.
```

- mans (1-е лицо ед.ч.) — мой
- tavs (2-е лицо ед.ч.) — твой
- viņs (3-е лицо ед.ч.) — её
- viņējs (арх. 3-е лицо ед.ч.) — его, её, их
- savs — свой
- katrs — каждый